# Centrolene prosoblepon
Centrolene prosoblepon és una espècie de granota que viu a Colòmbia, Costa Rica, l'Equador, Hondures, Nicaragua i Panamà.
Està amenaçada d'extinció per la pèrdua del seu hàbitat natural.